# Friedrich Benze
Friedrich Benze (23. září 1873, Vídeň - 18. února 1940, Brno) byl český pedagog, fyzik a matematik.

## Život
Friedrich Benze studoval nejprve na gymnáziu v Györu a studium ukončil maturitou v Bratislavě. Po ní odešel do Vídně, kde se zapsal na filozofickou fakultu a věnoval se studiu matematiky a fyziky. Studium zakončil v roce 1898 obhajobou disertační práce Die arithmetische Theorie der algebraischen Grössen und die Gruppentheorie als Wurzeln der algebraischen Auflösung der Gleichungen.
V roce 1900 se stal asistentem při stolicích matematiky na německé technice v Brně. V roce 1906 byl jmenován honorovaným docentem pro teorii pravděpodobnosti a matematickou statistiku a tyto předměty pak vyučoval v rámci pojistně-technických kurzů až do roku 1939, kdy školu opustil.
Je téměř jisté, že během svého života Benze kromě disertační práce nesepsal žádnou vědeckou práci.